# Pereña de la Ribera
Pereña (oder auch Pereña de la Ribera) ist eine nordwestspanische Gemeinde (municipio) in der Provinz Salamanca in der Autonomen Gemeinschaft Kastilien-León.

## Lage
Pereña de la Ribera liegt im Nordwesten der Provinz Salamanca in einer Höhe von ca. 700 Metern ü. d. M. in der felsigen Landschaft des Naturparks Arribes del Duero. Der Río Uces fließt in etwa vier Kilometern Entfernung westlich am Ort vorbei; er bildet stellenweise die Grenze zu den Nachbargemeinden Aldeadávila de la Ribera und Masueco. Die Provinzhauptstadt Salamanca ist etwa 90 Kilometer (Fahrtstrecke) in südöstlicher Richtung entfernt.

## Bevölkerungsentwicklung
| Jahr      | 1950 | 1960 | 1970 | 1981 | 1991 | 2000 | 2018 |
| Einwohner | 1195 | 1128 | 1000 | 568  | 507  | 557  | 341  |

Im Jahr 1900 hatte der Ort noch etwa 1650 Einwohner. Infolge des Verlusts von Arbeitsplätzen durch die Mechanisierung der Landwirtschaft ist die Bevölkerungszahl seitdem kontinuierlich auf die derzeitigen Tiefststände zurückgegangen.

## Wirtschaft
Die Landwirtschaft (Feldwirtschaft, Weinbau und Viehzucht) spielt traditionell die größte Rolle im Wirtschaftsleben der Gemeinde. Auf der Hochebene werden Olivenbäume und Weinreben kultiviert; in den Tallagen entlang der Flüsse Uces und Duero befinden sich kleinere Orangen- und Limonenplantagen. Einnahmen aus dem Tourismus in Form der Vermietung von Ferienwohnungen (casas rurales) sind in den letzten Jahrzehnten hinzugekommen.

## Geschichte
Nach der weitgehend unblutigen Rückeroberung (reconquista) und Neubesiedlung (repoblación) der nahezu menschenleeren Bergregion aus den Händen der Mauren im 11. und 12. Jahrhundert gehörte die Region zunächst zum Herrschaftsgebiet der leonesischen und kastilischen Könige; letztere übergaben es jedoch in der Zeit um 1340 in die Obhut von Grundherrn (señores), die sich fortan mit vereinzelten Übergriffen portugiesischer Herrscher auseinanderzusetzen hatten.

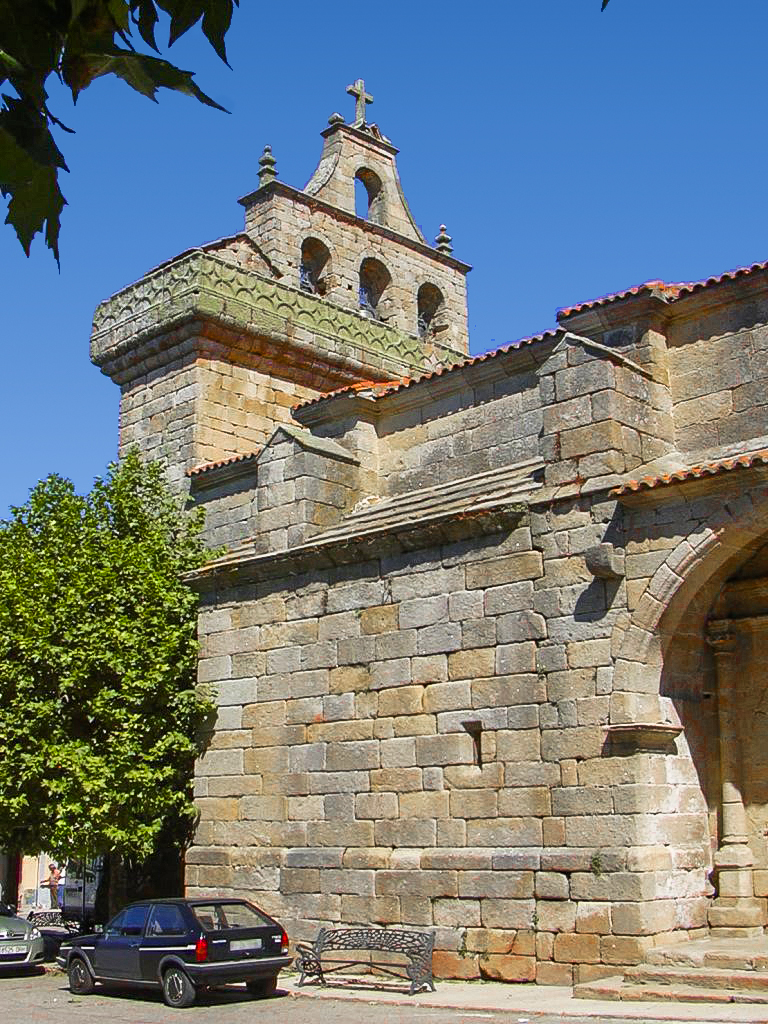
Kirche Santa María

## Sehenswürdigkeiten
- Die Pfarrkirche (Iglesia de Santa María) stammt aus dem 15. Jahrhundert; der quergelagerte Turm mit einer umlaufenden Brüstung, einem Wächterhäuschen und einem schönen Glockengiebel wurde im 16. Jahrhundert hinzugefügt. Das Portal befindet sich – wie bei vielen Kirchen im Norden Spaniens üblich – auf der Südseite. Die Kirche wurde von der Architektenfamilie Lanestosa erbaut, deren Mitglieder auch die Kirchen der Nachbarorte Vitigudino, Vilvestre, Masueco, Saucelle und Aldeadávila schufen.
- Auf dem Gemeindegebiet stehen drei Einsiedlerkirchen: die Ermita de nuestra señora del Castillo, die Ermita del Humilladero und die auf einem Hügel stehende Ermita de San Cristobal – letztere verfügt über einen imposanten Glockengiebel.
- Hauptattraktion in der Umgebung des Ortes ist der Wasserfall Pozo de los Humos. Der Río Uces stürzt hier – vor allem in der Zeit der Winterregenfälle in den Monaten Januar bis März oder nach den seltenen, aber heftigen Gewittern im Sommer und Herbst – etwa 45 Meter in die Tiefe.